# Stanisław Kliński
Stanisław Kliński herbu Junosza odmienna – sędzia mirachowski w latach 1676-1681, ławnik tczewski w latach 1668-1670.
Poseł na sejm konwokacyjny 1668 roku z powiatów: gdańskiego i tczewskiego.